# Prêmio Gabbay
O Prêmio Gabbay (em inglês:  Jacob Heskel Gabbay Award in Biotechnology and Medicine) é uma condecoração científica estabelecida em 1998 pela Jacob and Louise Gabbay Foundation. É gerido pelo Rosenstiel Basic Medical Sciences Research Center na Universidade Brandeis em Waltham (Massachusetts) , que também concede o Prêmio Rosenstiel. É dotado com US$ 15.000.

## Recipientes
- 1998: Patrick Brown, Stephen Philip Alan Fodor
- 1999: David Goeddel, Thomas Maniatis, William Rutter
- 2000: Craig Venter
- 2001: Michael Ramsey
- 2002: William Rastetter, Dennis Slamon, Gregory Winter
- 2003: Roger Brent, Stanley Fields
- 2004: George Whitesides
- 2005: Fred Kramer, Sanjay Tyagi
- 2006: Alan Davison, Alun Gareth Jones
- 2007: Mario Capecchi (Prêmio Nobel 2007)
- 2008: Alfred Goldberg
- 2009: Alan Handyside, Ann Kiessling, Gianpiero Palermo
- 2010: Angela Hartley Brodie
- 2011: James Patrick Allison
- 2012: Patricia Hunt, Ana Soto, Carlos Sonnenschein
- 2013: Karl Deisseroth, Gero Miesenböck, Edward Boyden
- 2014: Feng Zhang, Jennifer Doudna, Emmanuelle Charpentier
- 2015: Stephen Quake
- 2016: Jeffery Kelly